# تام فیتزجرالد
تام فیتزجرالد (انگلیسی: Thom Fitzgerald؛ زادهٔ ۸ ژوئیهٔ ۱۹۶۸) کارگردان فیلم، تهیه‌کننده و فیلم‌نامه‌نویس اهل ایالات متحده آمریکا و کانادا است.
از فیلم‌ها یا مجموعه‌های تلویزیونی که وی در آن‌ها نقش داشته است، می‌توان به رگبار و بیف‌کیک اشاره نمود.